# Marktplatz (Bensheim)

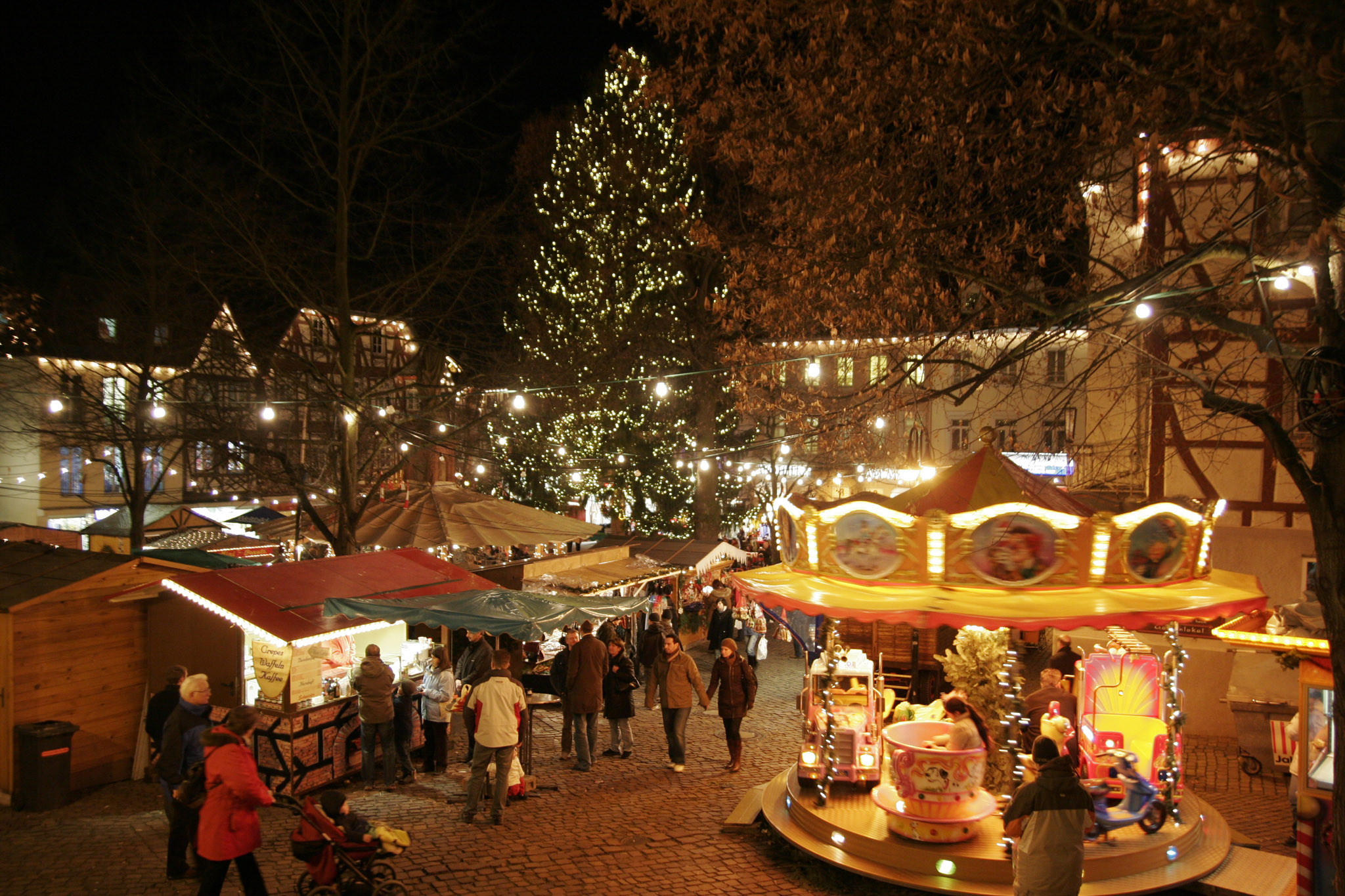
Der Marktplatz mit dem Weihnachtsmarkt 2007

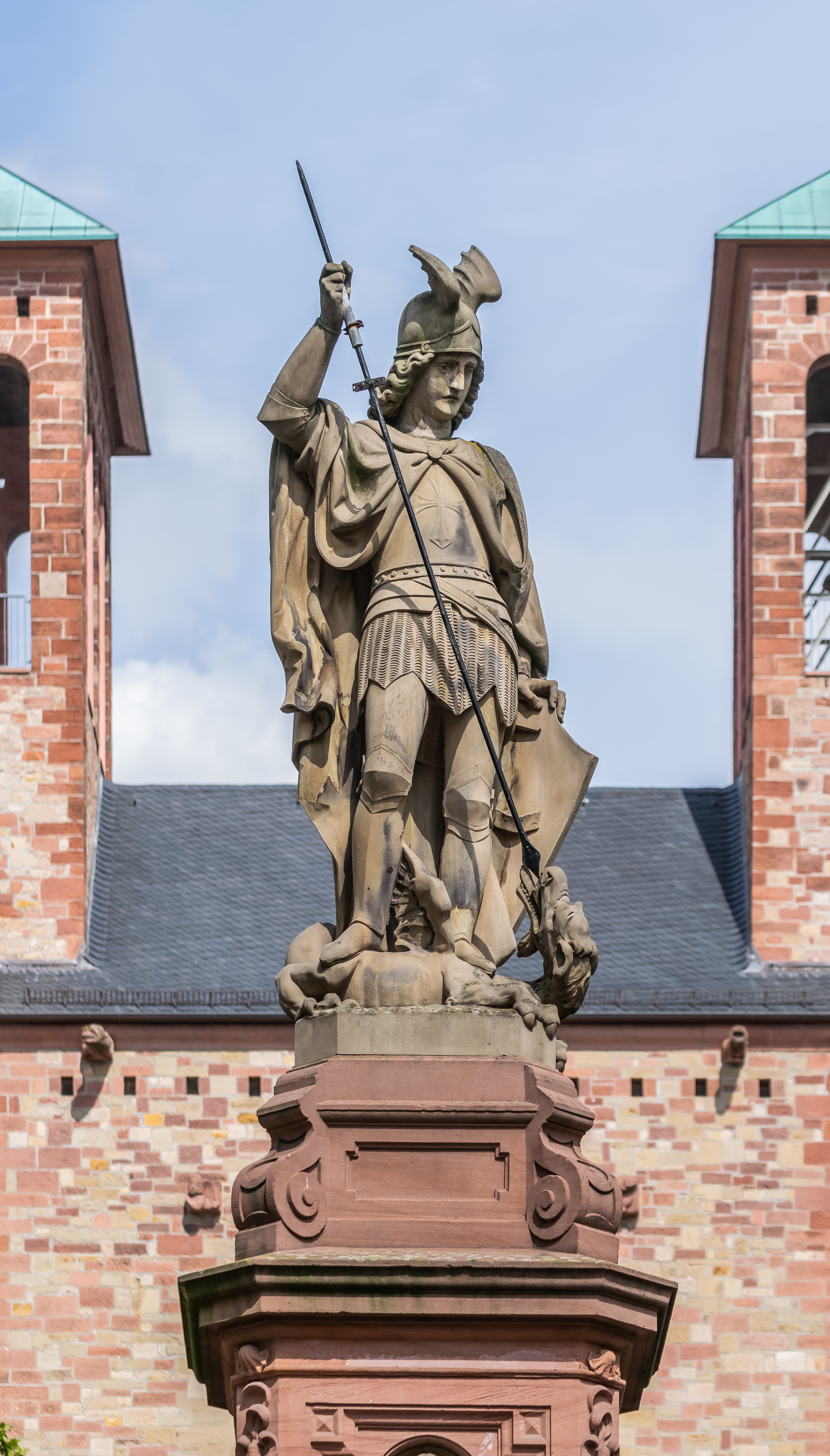
Der Marktbrunnen von 1895

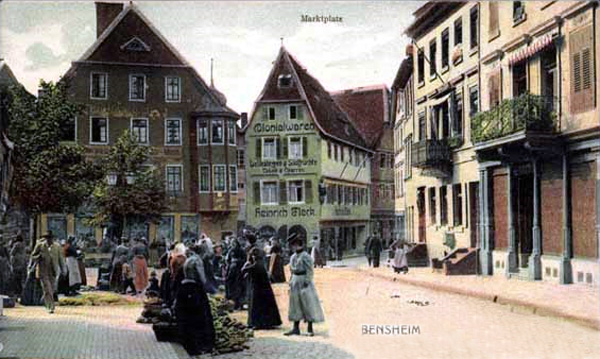
Der Marktplatz um 1904

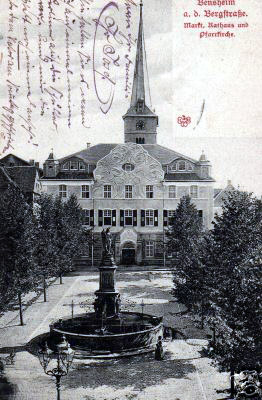
Der Marktplatz mit dem Alten Rathaus im Jahr 1900.

Der Bensheimer Marktplatz ist der zentrale Platz in der Innenstadt der Stadt Bensheim an der Bergstraße. 

## Lage, Geschichte und Beschreibung
Der Marktplatz ist seit alters her der Mittelpunkt der Stadt Bensheim. An seinem Ostrand liegt die St. Georgskirche.
Beim Ausheben der Fundamentgrube für den Bau des „Hauses am Markt“ (2019 abgerissen) wurden unter den Fundamenten des Alten Rathauses – das im Zweiten Weltkrieg vollständig zerstört wurde – zwei Meter dicke Mauern gefunden, die vermutlich zu einem mittelalterlichen, burgartigen Gebäude gehörten, über das nichts überliefert ist.
Auf dem Marktplatz begannen und endeten die Prozessionen. Bis in das 20. Jahrhundert hinein war der Platz ein Ort für Redner aller Parteien. In der Revolution von 1848/49 wurden aus Darmstadt Militäreinheiten geholt, um die Unruhen am Marktplatz niederzuschlagen. 
In der Nähe des heutigen Marktbrunnens verlief einst in Nord-Süd-Richtung die römische Bergstraße Strata montana. Der Marktplatz diente in den vergangenen Jahrhunderten aber auch zur öffentlichen Bestrafung. Häufig wurde hier die angeordnete Tracht Prügel vollzogen. Das Drehhäuschen und der Esel befanden sich auf dem Marktplatz.
Um den Marktplatz herum befindet sich eine Vielzahl von Fachwerkhäusern, die als Kulturdenkmäler unter Denkmalschutz stehen. In der Mitte des Platzes befindet sich der unter Denkmalschutz stehende Marktbrunnen. Bereits im 14. Jahrhundert befand sich einige Meter nordwestlich des heutigen Brunnens ein Laufbrunnen. Der Brunnen, der im Laufe der Jahrhunderte mehrfach erneuert wurde, befand sich einige Meter nordwestlich des heutigen Marktbrunnens. 1836 wurde er durch einen neuen Brunnen am jetzigen Standort ersetzt. Die heute noch vorhandene runde Sandsteinfassung, der vierseitige Brunnenstock, sowie die Brunnensäule stammen aus dieser Zeit. Der Entwurf kam von dem Mainzer Dombaumeister Ignaz Opfermann (1799–1866). Die Brunnensäule (Kandelaber) wurde von dem Darmstädter Hofbildhauer Philipp Johann Scholl gefertigt. Eine Laterne, die vermutlich die Form einer Glasglocke hatte, diente als Bekrönung. Bei dem Erdbeben vom 10. Februar 1871 zerbrach sie. Der Brunnen wurde 1895 neu gestaltet. Die Säule wurde durch ein zusätzliches Zwischenstück ersetzt. Auf die Säule wurde eine Figur des heiligen Georg gestellt. Der klassizistische Kandelaber ist heute Hauptbestandteil des Bürgerwehrbrunnens.
In der Vorweihnachtszeit ist der Marktplatz auch regelmäßig der Veranstaltungsort des Bensheimer Weihnachtsmarktes. An Karfreitag endet hier mit der Kreuzigungsszene und der Kreuzabnahme das 1983 von Italienern gegründete Bensheimer Passionsspiel.